# Heilige Maurische Märtyrer
Heilige Maurische Märtyrer ist der Name mehrerer Kirchengebäude, die der heiligen Thebaischen Legion geweiht sind:
- Heilige Maurische Märtyrer (Bergstein), Hürtgenwald-Bergstein
- Heilige Maurische Märtyrer (Bourheim), Jülich-Bourheim
- Hl. Maurische Märtyrer (Gevenich), Linnich-Gevenich
- Zu den heiligen Mauren (Hostel), Mechernich-Hostel